# Enric Reñé Castella
Enric Reñé Castella (Lleida, 1865 - Madrid 22 de juliol de 1924) va ser un músic, director d'orquestra i compositor català.

## Biografia
Va ser deixeble de l'organista Magí Puntí, al qual va dedicar una missa de rèquiem que es va estrenar per a la commemoració del 25è aniversari de la mort de Puntí.
Va dirigir l'orquestra de la Societat Unió Lleidatana i va ser músic major de l'església de Sant Jaume de Barcelona. Tot i haver guanyat el concurs per ser organista de l'església de Sant Jaume el 1897, hi va renunciar per anar a treballar a Madrid, on va desenvolupar la resta de la seva carrera professional, component música per a operetes, sarsueles i cuplets.
El seu fill, Joaquim Reñé Esteve va dedicar-se també a la música i va ser director de la banda municipal d'Hellín.

## Obres
Es conserven a l'arxiu de la Sociedad General de Autores i Editores (SGAE) a Madrid.
Música escènica:
- Patria (1909)
- Alma Italiana (1910)
- Las nubes pardas (1910)
- Vámonos pronto a Judea (1910)
- Juan sin nombre (1910)
- ¿Con camisa o sin camisa? o ¡Anda la diosa! (1910)
- El fin de Sodoma (1910)
- Se desarrollan señoras (1910)
- Gozos solemnes (1910)
- La funda maravillosa (1911)
- El forzudo Poyales (1911)
- La verdad desnuda (1911)
- Chupen, ustedes (1911)
- El demonio...tentador (1911)
- La perfecta casada (1911).
- Perfecto caballero (1912).
- Su majestad (1913)
- La gata melindrosa (1914)
- Miau (1914)
- El beso de la gitana (1918).
- Artistas ínfimos.
- Chantecler nacional.
- Inspiración femenil.

- Los infelices

## Biografia
- GONZÁLEZ PEÑA, Mª Luz. "Reñé Castella, Enric”, Diccionario de la Música Española e Hispanoamericana. Madrid: SGAE.